# Vili Rezman
Vili Rezman, slovenski politik, poslanec in poslovnež, * 9. januar 1954.

## Življenjepis
Vili Rezman, član Demokratične stranke upokojencev Slovenije, je bil leta 2004 izvoljen v Državni zbor Republike Slovenije; v tem mandatu je bil član naslednjih delovnih teles:
- Odbor za lokalno samoupravo in regionalni razvoj,
- Odbor za gospodarstvo (podpredsednik),
- Odbor za finance in monetarno politiko in
- Odbor za notranjo politiko, javno upravo in pravosodje.